# Леринско-костурска македонска народоосвободителна бригада
Леринско-костурската македонска народоосвободителна бригада е комунистическа партизанска единица във Вардарска и Егейска Македония, участвала в така наречената Народоосвободителна войска на Македония.

## Дейност
Бригадата е формирана на 22 октомври 1944 година в битолското село Градешница от Леринско-костурския македонски народоосвободителен батальон, напуснал структурите на ЕЛАС след разпускането на СНОФ, и от новопостъпили комунистически партизани от Егейска Македония. Заедно с други единици на НОВМ нападат немска военна колона по пътя Лерин-Битоля на 18-19 октомври. На 20 октомври убиват двама германски войници в автомобил по пътя и до 29 октомври води съвместни действия с единици на ЕЛАС. На 4 ноември 1944 година влиза в освободения от германците град Битоля. На 18 ноември 1944 година се влива в състава на Първа егейска народоосвободителна ударна бригада.

## Участници
- Михайло Керамитчиев – политически комисар
- Пандо Шиперков, комисар на 2-ри батальон